# 半人馬座星系團
半人馬座星系團（A3526）是擁有數百個星系的星系集團，位於半人馬座的方向上，距離一億五千五百萬光年遠，最亮的星系是NGC 4696
（～11等）。半人馬座星系團與IC4329星系團、長蛇座星系團共同組成長蛇-半人馬座超星系團。
這個星系團分成兩個有不同速度的次集團星系，擁有NGC 4696的半人馬座30是主要的次集團。半人馬座45與半人馬座30的相對速度是1,500公里/秒，並且相信正在被主集團吞噬中。